# 告発 (映画)
『告発』（Murder in the First）は、1995年に公開されたアメリカ映画。
アルカトラズ島にあったアルカトラズ連邦刑務所で行われていた過剰な虐待を告発し、同刑務所を閉鎖に追い込んだ実話を基にして製作された映画で、マーク・ロッコが監督し、ケヴィン・ベーコン、クリスチャン・スレーターらが演じた。
ケヴィン・ベーコンは、この作品でクリティクス・チョイス・ムービー・アワード 主演男優賞を受賞した。

## あらすじ
極貧家庭に育ったヘンリーは、自分と幼い妹のために5ドルを盗み、25年の刑を受けアルカトラズ連邦刑務所へ収監された。
ある日、ヘンリーは脱獄を図るが他の囚人の裏切りにより失敗に終わる。そしてヘンリーは光の届かない地下牢に1000日間収監されることとなった。
地下牢から出たヘンリーは、食事中に刑務所内で裏切った囚人を殺害する。その弁護に当たったのは新人弁護士のジェームズだった。
ジェームズは、ヘンリーと話すうちに刑務所の非人道的に行われている虐待の実態を知り、公判中にアルカトラズ連邦刑務所を告発した。
判決の日、陪審員は囚人を殺害した罪によってヘンリーを再びアルカトラズ連邦刑務所に送ることを決めたが、それと同時に同刑務所の実態を調査するように請願した。
この事件がきっかけとなり、アルカトラズ連邦刑務所は閉鎖に追い込まれた。

## キャスト
※括弧内は日本語吹替（BD&デラックス版DVDに収録）
- ジェームズ・スタンフィル - クリスチャン・スレーター（松本保典）
- ヘンリー・ヤング - ケヴィン・ベーコン（平田広明）
- ミルトン・グレン - ゲイリー・オールドマン（山寺宏一）
- メアリー - エンベス・デイヴィッツ
- ウィリアム・マクニール - ウィリアム・H・メイシー（池田勝）
- バイロン・スタンフィル - ブラッド・ドゥーリフ（牛山茂）
- ヘンキン - スティーヴン・トボロウスキー（小室正幸）
- クラウソン判事 - R・リー・アーメイ（小林修）
- ロゼッタ・ヤング - ミア・カーシュナー
- ブランチ - キーラ・セジウィック